# Gary Burton
Gary Burton (Anderson, 23 gennaio 1943) è un vibrafonista statunitense.
Vibrafonista molto originale, Burton ha sviluppato uno stile quasi pianistico sullo strumento utilizzando la tecnica delle quattro bacchette in alternativa a quella, più usata e tradizionale, delle due bacchette. Grazie a questo nuovo approccio Burton è  considerato un innovatore e il suo suono e la sua tecnica strumentale sono stati ampiamente imitati. È anche noto per essere stato uno dei pionieri della fusion e per avere reso popolare la formula del duo nel jazz ed è anche considerato una figura di prima grandezza nel campo dell'insegnamento musicale.

## Biografia

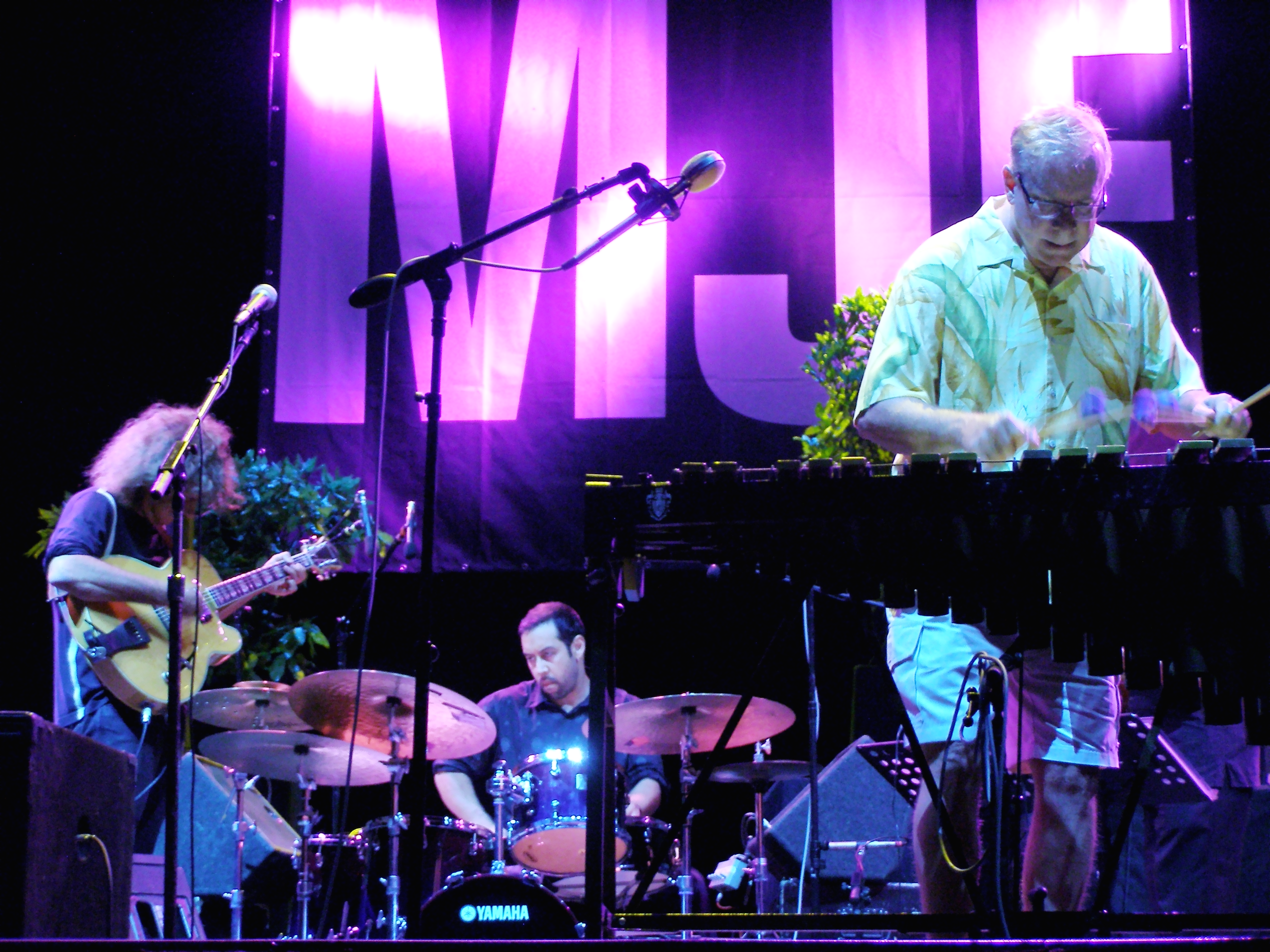
Gary Burton con Pat Metheny e Antonio Sánchez al MJF

Inizia ad avvicinarsi alla musica all'età di sei anni, imparando da autodidatta a suonare la marimba e il vibrafono. Sedicenne, inizia lo studio del pianoforte e lui stesso ha indicato il pianista Bill Evans come una delle sue principali influenze. Quindi frequenta il Berklee College of Music a Boston nel biennio 1960-61. Dopo aver consolidato la sua carriera di concertista negli anni sessanta ritorna al Berklee (1971–2004), dapprima come semplice docente per poi assumere il ruolo di vice preside per un decennio.
A diciassette anni comincia a collaborare con musicisti di varia estrazione. All'inizio della sua carriera Burton si trasferisce a Nashville dove ha l'occasione di incidere con alcuni musicisti locali di grande rilievo tra cui il chitarrista Hank Garland, il pianista Floyd Cramer e il chitarrista Chet Atkins. Nel 1963 è in tournée negli Stati Uniti e in Giappone con il pianista George Shearing e dal 1964 al 1966 con il sassofonista Stan Getz. In quel periodo Burton appare nel film "Get Yourself a College Girl" in cui, con il quartetto di Getz, accompagna Astrud Gilberto nell'esecuzione di The girl from Ipanema. Nel 1967 forma il "Gary Burton Quartet" con il chitarrista Larry Coryell, il batterista Roy Haynes e Steve Swallow al basso. Sull'onda del successo della jazz-rock fusion degli anni settanta esce Duster, il primo disco della band, una combinazione di elementi provenienti dal jazz, dal country e dal rock. Anche alcuni degli album incisi precedentemente da Burton, come Tennessee Firebird e Time Machine entrambi del 1966, già mostrano la sua inclinazione a sperimentare attraverso un ampio spettro di generi musicali. Quando Coryell lascia il gruppo, alla fine degli anni sessanta, Burton ingaggia una serie di chitarristi di rango: Jerry Hahn, David Pritchard, Mick Goodrick,  Pat Metheny, John Scofield, Kurt Rosenwinkel e successivamente Julian Lage, che suona nel gruppo di Burton chiamato "Next Generation".
Nel 1968 Burton è nominato miglior jazzista dell'anno dalla rivista Down Beat, il più giovane musicista di sempre ad aver ricevuto questo riconoscimento, e nel 1972 vince il suo primo Premio Grammy. Negli anni settanta Burton dà inizio alla collaborazione con il pianista Chick Corea. I due, con alcune delle loro incisioni, ottengono il Premio Grammy negli anni 1979, 1981, 1997, 1999 e nel 2009 con il disco The New Crystal Silence. Sempre negli anni settanta collabora con il pianista Keith Jarrett, con cui incide il disco intitolato Gary Burton & Keith Jarrett a cui seguirà tre anni dopo Hotel Hello, in coppia con il bassista Steve Swallow, per la casa discografica ECM con cui firmerà anche altri album. Per questa intensa produzione Burton viene considerato uno dei musicisti che hanno maggiormente contribuito a diffondere la formula del duo in ambito jazzistico. Negli anni novanta si unisce al musicista di tango Astor Piazzolla, a testimonianza della sua versatilità. Negli ultimi anni si è dedicato anche alla musica classica prima di tornare al suo primo amore, il jazz. Lui si è ritirato dalla scena musicale il 18 giugno 2017 in seguito a un infarto. Ha lavorato con Eric Clapton.

## Vita privata
Dopo un primo matrimonio in giovane età, nel 1975 Burton ha sposato in seconde nozze Catherine Goldwyn, la nipote del produttore cinematografico polacco Samuel Goldwyn (1879–1974). Nel corso di un'unione durata dieci anni la coppia ha avuto due figli. Nel 1985 Burton ha reso pubblica la sua omosessualità diventando uno dei pochi musicisti del jazz dichiaratamente gay. Nel 2013 ha sposato Jonathan Chong a Provincetown, città del Massachusetts. Al momento il suo compagno è Dustin Le.

## Discografia

### Per la RCA
- 1962 - New Vibe Man in Town (RCA Victor Records, LPM/LSP-2420)
- 1963 - Who Is Gary Burton? (RCA Victor Records, LPM/LSP-2665)
- 1964 - 3 in Jazz (RCA Victor Records, LPM/LSP-2725) album split
- 1964 - Something's Coming! (RCA Victor Records, LPM/LSP-2880)
- 1965 - The Groovy Sound of Music (RCA Victor Records, LPM/LSP-3360)
- 1966 - The Time Machine (RCA Victor Records, LPM/LSP-3642)
- 1967 - Tennessee Firebird (RCA Victor Records, LPM/LSP-3719)
- 1967 - Duster (RCA Victor Records, LPM/LSP-3835) ristampato nel 1998 dalla Koch Records
- 1968 - Lofty Fake Anagram (RCA Victor Records, LPM/LSP-3901)
- 1968 - Gary Burton Quartet in Concert (RCA Victor Records, LSP-3985)
- 1968 - A Genuine Tong Funeral (RCA Victor Records, LSP-3988)
- 1969 - Country Roads & Other Places (RCA Victor Records, LSP-4098)
- 1972 - Norwegian Wood (raccolta)
- 1989 - Artist's Choice (raccolta Bluebird label)

### Per la Atlantic
- 1969 - Throb (Atlantic Records, SD-1531)
- 1970 - Good Vibes (Atlantic Records, SD-1560)
- 1971 - Gary Burton & Keith Jarrett (Atlantic Records, SD-1577) ristampato nel 1994 dalla Rhino
- 1971 - Alone at Last (solo, Grammy Award come Best Jazz Solo Performance)
- 1972 - Paris Encounter (Stephane Grappelli, Steve Swallow, Bill Goodwin)
- 1975 - Turn of the Century (raccolta, doppio album)
- 1997 - Keith Jarrett/Alone at Last (CD raccolta)

#### Per la Atlantic Canada
- 1970 - Live Concert (pubblicato solo in Canada)

### Per la Polydor
- 1972 - In the Public Interest (con Michael Gibbs, the Brecker Brothers, Steve Swallow, big band)

### Per la ECM
- 1972 - Crystal Silence (con Chick Corea, ristampato nel 1990)
- 1973 - New Quartet (con Mick Goodrick, Harry Blazer, Abe LaBoriel)
- 1974 - Seven Songs (con Mike Gibbs, group & string orchestra)
- 1974 - Hotel Hello (con Steve Swallow)
- 1974 - Matchbook (Ralph Towner)
- 1975 - Ring (Mick Goodrick, Pat Metheny, Steve Swallow, Bob Moses, Eberhard Weber)
- 1976 - Dreams So Real (con Pat Metheny, Mick Goodrick, Bob Moses, Steve Swallow)
- 1977 - Passengers (con Pat Metheny, Steve Swallow, Eberhard Weber, Bob Moses)
- 1978 - Duet (con Chick Corea, Grammy Award come Best Jazz Instrumental Performance)
- 1978 - Times Square (con Tiger Okoshi, Steve Swallow, Roy Haynes)
- 1979 - Easy as Pie (con Jim Odgren, Steve Swallow, Mike Hyman)
- 1980 - Picture This (con Jim Odgren Steve Swallow, Mike Hyman)
- 1980 - In Concert, Zürich, October 28, 1979 (con Chick Corea, Grammy Award come Best Jazz Instrumental Performance)
- 1981 - Live at Cannes (con Ahmad Jamal trio, French trio)
- 1985 - Slide Show (con Ralph Towner)
- 1985 - Real Life Hits (con Makoto Ozone, Steve Swallow, Mike Hyman)
- 1986 - Lyric Suite (con Chick Corea, string quartet, ristampato nel 1992)
- 1987 - Whiz Kids (con Tommy Smith, Makoto Ozone, Steve Swallow, Mike Hyman)
- 1987 - Works (raccolta)
- 2002 - Rarum (raccolta)

### Per la JVC
- 1986 - Gary Burton & Berklee All-Stars (con Jeff Stout, Bill Pierce, Orville Wright, Larry Monroe, Tommy Campbell, Bruce Gertz)

### Per la Warner Brothers/Atlantic USA
- 1986 - New Tango (con Astor Piazzolla, Pablo Ziegler, Fernando Suarez Paz, Hector Console, Horacio Malvicino)

### Per la GRP
- 1988 - Times Like These (con John Scofield, Michael Brecker, Peter Erskine, Marc Johnson)
- 1989 - Reunion (con Pat Metheny, Mitch Forman, Peter Erskine, Will Lee)
- 1991 - Cool Nights (con Bob James, Bob Berg, Wolfgang Muthspiel, Peter Erskine, Will Lee)
- 1992 - Benny Rides Again (con Eddie Daniels, Mulgrew Miller, Peter Erskine, Marc Johnson)
- 1992 - Six Pack (con B.B. King, John Scofield, Kurt Rosenwinkel, Kevin Eubanks, Ralph Towner, Jim Hall, Jack DeJohnette, Mulgrew Miller, Bob Berg, Will Lee, Paul Shaffer, Larry Goldings, Steve Swallow)
- 1994 - It's Another Day (Rebecca Parris, Chuck Loeb, Alan Pasqua, Peter Erskine, Will Lee, Tommy Kamp)
- 1995 - Face to Face (con Makoto Ozone)
- 1997 - Collection (raccolta)

### Per la Sonor
- 1994 - Right Place, Right Time (con Paul Bley)

### Per la Concord Jazz
- 1997 - Departure (con John Scofield, Fred Hersch, John Patitucci, Peter Erskine)
- 1997 - Native Sense (con Chick Corea)
- 1998 - Astor Piazzolla Reunion (con Makoto Ozone, Pablo Ziegler, Nichols Ledesma, Daniel Binelli, Marcelo Nisenman, Hector Console, Horacio Malvicino, Fernando Suarez Paz)
- 1998 - Like Minds (con Pat Metheny, Chick Corea, Roy Haynes e Dave Holland) - Grammy Award for Best Jazz Instrumental Album Group
- 2000 - Libertango (con Pablo Ziegler, Nichols Ledesma, Marcelo Nisenman, Hector Console, Horacio Malvicino, Fernando Suarez Paz)
- 2001 - For Hamp, Red, Bags, and Cal (Mulgrew Miller, Makoto Ozone, Danilo Perez, Russell Malone, Christian McBride, John Patitucci, Horacio Hernandez, Lewis Nash, Luis Quintero)
- 2002 - Virtuosi (con Makoto Ozone)
- 2003 - Generations (con Julian Lage, Makoto Ozone, James Genus, Clarence Penn)
- 2004 - Next Generation (con Julian Lage, Vadim Neselovskyi, Luques Curtis, James Williams)
- 2009 - Quartet Live (con Pat Metheny, Steve Swallow, Antonio Sánchez)

### Per la Bluenote Records
- 2003 - Music Stories (con Thanos Mikroutsikos and Kamerata Orchestra)

### Come Sideman
- 1960 - Last Date Floyd Cramer
- 1960 - After the Riot at Newport
- 1960 - Jazz Winds From A New Direction Hank Garland
- 1963 - Out of the Woods (George Shearing)
- 1964 - Brookmeyer & Friends (Stan Getz)
- 1964 - Getz au GoGo
- 1965 - Getz/Gilberto #2
- 1967 - Reason to Believe (Tim Harden)
- 1981 - Chick Corea/Gary Burton Tokyo Concert (Pioneer Laserdisc/VHS)
- 1988 - GRP Christmas Album
- 1992 - GRP Big Band
- 1992 - Ingenue (K.D. Lang)
- 1993 - GRP Big Band Live
- 1996 - Nobody Else But Me (registrato nel 1964, Stan Getz)
- 1996 - Symphonic Bossa Nova (Ettore Stratta/Jorge Calandreli)
- 1997 - Charity of Night (Bruce Cockburn)
- 1998 - Afterglow (colonna sonora/CD, Mark Isham)
- 2002 - Treasure (con Makoto Ozone)